# Altán U Tří křížů
Jeden z nejmladších karlovarských vyhlídkových altánů je altán U Tří křížů, uváděn též jako vyhlídka Tři kříže. Byl postaven v roce 2000 v lázeňských lesích severovýchodně nad městem ve výšce 554 m n. m. na vrcholu Tříkřížového vrchu.

## Historie
V době rekatolizace kolem roku 1640 byly na Tříkřížovém vrchu, původně zvaném Buková hora (něm. Buchberg), jako symbol biblické Golgoty vztyčeny tři velké dřevěné kříže. Již na počátku 19. století bylo místo známo díky pěknému výhledu do okolí z tehdy nezalesněného vrchu a ceněna byla i pohodlná přístupová cesta.
V roce 2000 byl před Třemi kříži na střeše vojenské betonové pozorovatelny z druhé světové války vystavěn dřevěný vyhlídkový altán, jehož stavbu realizovala karlovarská akciová společnost ZeZaN D. O. S. Slavnostní otevření altánu proběhlo 19. října 2000. Tato stavba však byla 9. listopadu 2003 zcela zničena neznámými vandaly. O obnovu se postarala příspěvková organizace Lázeňské lesy Karlovy Vary a s finančním příspěvkem 50 000 Kč podnikatele Arnošta Dontha se jí podařilo vybudovat altán nový. Celkové náklady na opravu činily 250 000 Kč. Projekt vypracoval architekt Ivan Štros a vlastní práce provedla tesařská firma Jan Marek. Slavnostní otevření obnoveného altánu proběhlo 11. října 2006.

## Popis
Jedná se o zastřešený dřevěný vyhlídkový altán postavený na střeše betonové pozorovatelny z druhé světové války. Má nepravidelný půdorys o rozměrech 2,4x3,6 m a 1,5x1,2 m. Na vyhlídkovou plošinu s lavičkami a stolem vede šest kamenných schodů.
Z vyhlídky se nabízí pohled na centrum města v údolí řeky Teplé, na okolní vrchy a lázeňské lesy. Místo je běžně přístupné veřejnosti.